# Quarona
Quarona (Quaron-a in piemontese) è un comune italiano di 3 726 abitanti della provincia di Vercelli in Piemonte, il cui territorio è attraversato dal fiume Sesia e comprende le frazioni di Doccio e Valmaggiore.

## Storia
Di notevole rilevanza artistica la chiesa di San Giovanni al Monte, la cui costruzione iniziò in epoca tardo-romana (V secolo) ove è possibile trovare importanti esempi di affreschi risalenti al medioevo.
Particolarmente sentito il culto della Beata Panacea, condiviso con il comune di Ghemme.
Il tratto urbano della Strada statale 299 di Alagna, strada statale che percorre tutta la Valsesia, costituisce la via principale del paese, che prende il nome di corso Pietro Rolandi, che nel XIX secolo aprì una libreria a Londra, frequentata da personalità dell'epoca, tra le quali Giuseppe Mazzini. Nel 1928 il comune di Doccio venne soppresso e il suo territorio aggregato, assieme a quello di Quarona, al comune di Borgosesia, ma in seguito Quarona riacquistò la propria autonomia amministrativa, mentre Doccio ne divenne una frazione. Il 14 agosto 1944 i fascisti della Guardia Nazionale Repubblicana "Pontida" impiccarono al ponte della ferrovia Novara-Varallo cinque partigiani.

### Simboli
Lo stemma e il gonfalone sono stati concessi con D.P.R. del 13 febbraio 1957.
L'albero che appare nello stemma di Quarona è un possente faggio esistito fino al 1886 che si trovava nel rione Vico, alle falde del monte Roncacci, dove oggi è  villa Vallana. L'albero era famoso in tutta la valle e per la sua grandezza ed era visibile da grande distanza. La fascia azzurra simboleggia il fiume Sesia.
Il gonfalone è un drappo di azzurro.

## Monumenti e luoghi d'interesse
- Parrocchiale di Sant'Antonio Abate, risalente alla prima metà del Seicento,
- Santuario della Beata Panacea al Monte (XV secolo), costruito sul luogo del martirio di Panacea De' Muzzi,
- Santuario della Beata Panacea al Piano, anch'esso dedicato al culto della Beata Panacea,
- Chiesa di San Giovanni al Monte.

## Società

### Evoluzione demografica
Abitanti censiti

## Cultura

### Media

#### Radio
Radio Valsesia ha sede a Quarona dal 1975

### Eventi
Riverside Festival giunto alla quarta edizione, si tiene nel periodo estivo nell’area Gabbio di Quarona e ruota intorno alla musica, con l'anternarsi sul palco di gruppi di grande esperienza e conosciuti in tutta Italia con band emergenti del territorio e giovani musicisti.

## Economia
A Quarona si trovano la sede storica e il quartier generale del lanificio Loro Piana e di Valverde, azienda produttrice di acque minerali controllata da Spumador.

## Amministrazione

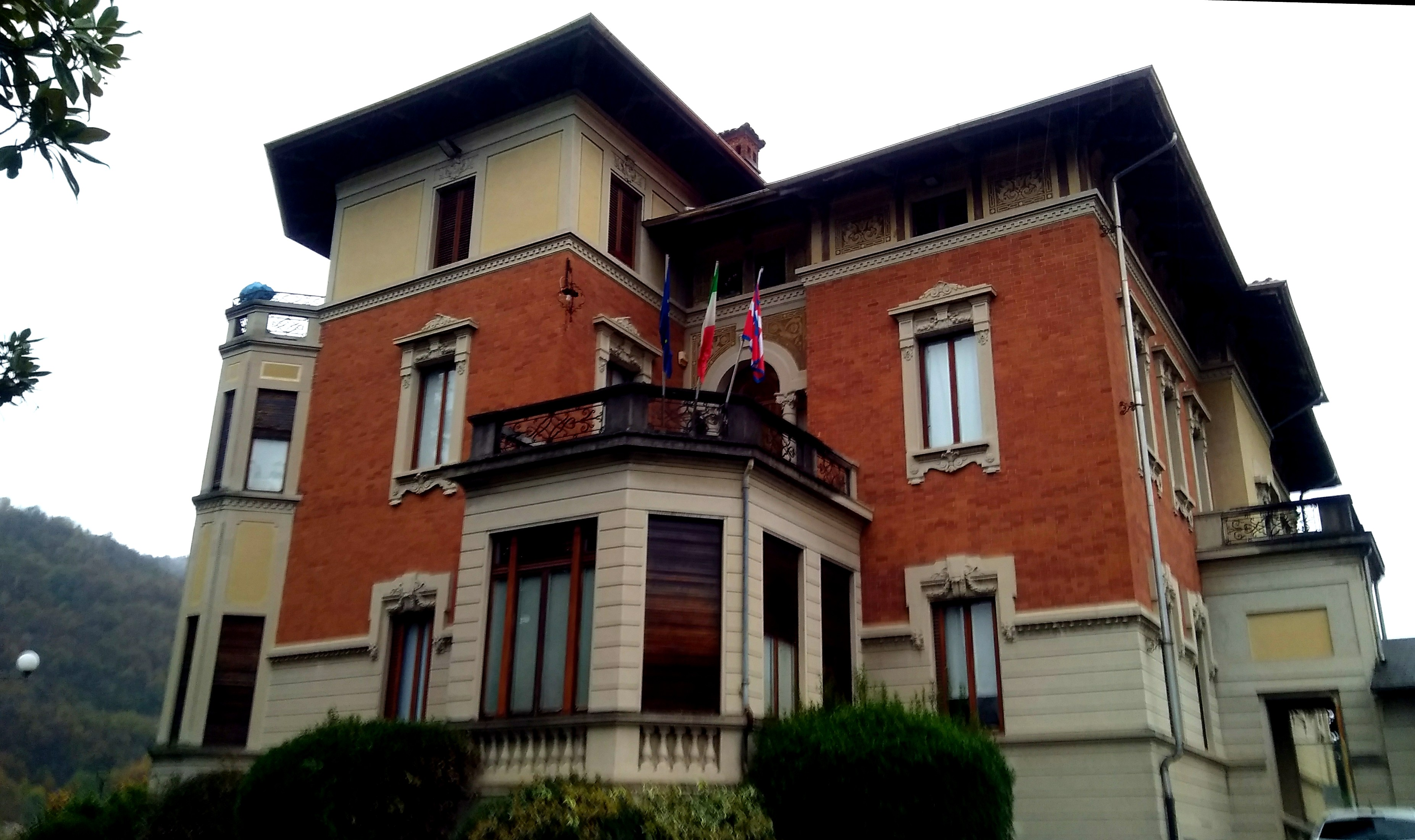
Il municipio

Di seguito è presentata una tabella relativa alle amministrazioni che si sono succedute in questo comune.
| Periodo        | Periodo        | Primo cittadino       | Partito                                                        | Carica  | Note   |
| -------------- | -------------- | --------------------- | -------------------------------------------------------------- | ------- | ------ |
| 5 giugno 1985  | 8 giugno 1990  | Giancarlo Zamboni     | Partito Comunista Italiano                                     | Sindaco | [ 11 ] |
| 8 giugno 1990  | 24 aprile 1995 | Giancarlo Zamboni     | Partito Comunista Italiano, Partito Democratico della Sinistra | Sindaco | [ 11 ] |
| 24 aprile 1995 | 14 giugno 1999 | Giancarlo Zamboni     | centro-sinistra                                                | Sindaco | [ 11 ] |
| 14 giugno 1999 | 14 giugno 2004 | Giancarlo Zamboni     | lista civica                                                   | Sindaco | [ 11 ] |
| 14 giugno 2004 | 8 giugno 2009  | Renato Pagano         | lista civica                                                   | Sindaco | [ 11 ] |
| 8 giugno 2009  | 26 maggio 2014 | Renato Pagano         | lista civica                                                   | Sindaco | [ 11 ] |
| 26 maggio 2014 | 27 maggio 2019 | Sergio Svizzero       | lista civica Rinnoviamo insieme Quarona                        | Sindaco | [ 11 ] |
| 27 maggio 2019 | 10 giugno 2024 | Francesco Pietrasanta | lista civica Rilanciamo Quarona                                | Sindaco | [ 11 ] |
| 10 giugno 2024 | in carica      | Francesco Pietrasanta | lista civica Avanti tutta Quarona                              | Sindaco | [ 11 ] |

## Geologia
Quarona è situata nell'area del supervulcano valsesiano.